# 한국방송연기자협회
사단법인 한국방송연기자협회(社團法人韓國放送演技者協會)는 방송연기자들의 권익보호 및 자질향상과 연기자 상호간의 친목, 협력 등을 도모하기 위해 만들어진 단체이다.
1971년 5월 6일에 창립총회를 개최함으로써 발족하였으며 1993년 공보처로부터 사단법인 설립인가를 받고 한국방송연기자협회로 자리매김하였고 현재 1,600여명의 국내 방송연기자들이 가입되어 있다.
뿐만 아니라 결식아동 돕기, 의료봉사활동 등 각종 봉사활동에도 많이 참여하고 있으며 최근 경기도 남양주시와도 자매결연을 맺는 등 다각도로 사회활동을 강화하고 있다.

## 회원
- 고문 : 이순재, 박규채, 양일민, 김인태, 오현경, 한진희, 노주현, 이덕화, 송경철, 서인석, 신충식, 김해권
- 19,20대 회장 : 김성환
- 21대 회장 : 이효정
- 22대 회장 : 김영철
- 23대 회장 : 유동근
- 24대 회장 : 정보석
- 현직 회장 : 최수종
- 부이사장 : 유승봉, 조형기, 정욱
- 자문 : 강부자, 고두심, 김성겸, 김수미, 김인문, 김종결, 남일우, 박광남, 박근형, 박영태, 백일섭, 사미자, 유인촌, 이대로, 이종만, 이치우, 이한수, 임영식, 장칠군, 정혜선, 최불암, 최주봉
- 감사 : 반효정, 윤석오, 이원종, 최종원, 명계남, 김명곤, 임동진
- 이사 : 강상구, 견미리, 김보미, 송일국, 이상숙, 이영애, 임호
- 사무국장 :김주호[3]
- 회원
  - 강남길, 강석우, 공형진, 구본승, 길용우, 김나운, 김동석, 김병세, 김보성, 김상중, 김원희, 김을동, 김자옥, 김정균, 김정은, 김진화, 김찬우, 김창완, 김혜자, 김흥국
  - 나문희, 나성균, 나한일, 노현희
  - 도지원, 류시원, 맹상훈, 명로진
  - 박상면, 박상원, 박영규, 박영록, 박윤배, 박정수, 박재훈, 박준규, 박형준, 배용준, 백일섭, 변우민
  - 설경구, 손민우, 송승헌, 송승환, 신구, 신소미, 신소민, 신애라, 안문숙, 안연홍, 양택조, 연정훈, 염정아
  - 오지명, 오현경, 유태웅, 유퉁, 윤다훈, 윤용현, 이계인, 이동준, 이민우, 이성민, 이수나, 이시은, 이영애, 이영하, 이의정, 이정길, 이종원, 이창훈, 이효춘, 이훈, 이희도, 임채무, 임현식, 임호
  - 장보규, 장서희, 장용, 전도연, 전인화, 정명환, 정보석, 정선경, 정애리, 정욱, 정웅인, 정찬, 정흥채, 조경환, 조은숙, 조형기, 주현
  - 차승원, 차인표, 차태현, 최민수, 최민식, 최석구, 최준용, 하희라, 한석규, 한인수, 허영란, 황신혜, 황정순 외 다수[4]

## 같이 보기
- 대한가수협회
- 한국연극배우협회

## 참조
1. ↑  한국방송연기자협회 협회소개 보관됨 2015-04-04 - 웨이백 머신 - 한국방송연기자협회
2. ↑  남양주, 한국방송연기자협회와 자매결연 보관됨 2018-05-14 - 웨이백 머신 - 남양주신문
3. ↑  한국방송연기자협회 조직구성 보관됨 2015-04-02 - 웨이백 머신 - 한국방송연기자협회
4. ↑  한국방송연기자협회 회원정보 보관됨 2015-04-02 - 웨이백 머신 - 한국방송연기자협회